# DGLAP-Gleichungen
Die DGLAP-Gleichungen beschreiben in der Teilchenphysik, wie die Partondichten von der betrachteten Energieskala abhängen.
Sie wurden unabhängig von den Physikern Yuri Dokshitzer,
Wladimir Naumowitsch Gribow und Lew Nikolajewitsch Lipatow,
sowie Guido Altarelli und Giorgio Parisi
entwickelt, nach deren Anfangsbuchstaben die Gleichungen benannt sind. Nach den letzten beiden wurden die Gleichungen früher auch als Altarelli-Parisi-Gleichungen bezeichnet.

## Hintergrund
Partondichten sind Verteilungsfunktionen von Bestandteilen stark gebundenener Systeme der starken Wechselwirkung wie zum Beispiel Protonen und hängen vom Impulsbruchteil des Partons {\displaystyle x} sowie der betrachteten Energieskala {\displaystyle Q^{2}} ab. Dabei ist der Impulsbruchteil zwischen {\displaystyle 0\leq x\leq 1} beschränkt, die Energieskala ist hingegen zu hohen Energien beliebig weit offen. Da die Kopplungskonstante der starken Wechselwirkung in gebundenen Systemen groß wird, sind diese Systeme perturbativ nicht beschreibbar; die Partondichten müssen daher experimentell bestimmt werden. Die DGLAP-Gleichungen ermöglichen es, diese experimentellen Messungen, statt für alle möglichen {\displaystyle x} und {\displaystyle Q^{2}}, bei einer festen Energiesakala durchzuführen und aus diesen Daten das Verhalten der Partondichten auf beliebigen Energieskalen (bei festem Impulsbruchteil) zu erschließen.

## Führende Ordnung
Die DGLAP-Gleichungen in der führenden Ordnung der Störungsreihe in der Kopplungskonstanten der starken Wechselwirkung lauten:
{\displaystyle Q^{2}{\frac {\partial }{\partial Q^{2}}}{\begin{pmatrix}q_{i}(x,Q^{2})\\{\bar {q}}_{i}(x,Q^{2})\\g(x,Q^{2})\end{pmatrix}}={\frac {\alpha _{s}(Q^{2})}{2\pi }}\sum _{j}\int _{x}^{1}{\frac {\mathrm {d} \xi }{\xi }}{\begin{pmatrix}P_{q_{i}q_{j}}(x/\xi )&0&P_{q_{i}g}(x/\xi )\\0&P_{{\bar {q}}_{i}{\bar {q}}_{j}}(x/\xi )&P_{{\bar {q}}_{i}g}(x/\xi )\\P_{gq_{j}}(x/\xi )&P_{g{\bar {q}}_{j}}(x/\xi )&P_{gg}(x/\xi )\end{pmatrix}}{\begin{pmatrix}q_{j}(\xi ,Q^{2})\\{\bar {q}}_{j}(\xi ,Q^{2})\\g(\xi ,Q^{2})\end{pmatrix}}}
wobei {\displaystyle P} die Splitting-Funktionen bezeichnet. Hierbei ist {\displaystyle Q^{2}} die Energieskala des betrachteten Prozesses, {\displaystyle x} der Impulsbruchteil des betrachteten Teilchens im Vergleich zum Mutterteilchen und {\displaystyle q_{i}(x,Q^{2})} die Partondichtefunktion für Quarks beziehungsweise {\displaystyle {\bar {q}}_{i}(x,Q^{2})} die für Antiquarks mit Flavour {\displaystyle i} und {\displaystyle g(x,Q^{2})} die der Gluonen.

### Splitting-Funktionen
Die Splitting-Funktionen nehmen für die möglichen Fälle vier verschiedene Formen an: {\displaystyle P_{qq}} – Ein Quark strahlt ein Quark ab, {\displaystyle P_{gq}} – Ein Quark strahlt ein Gluon ab, {\displaystyle P_{qg}} – Ein Gluon strahlt ein Quark ab und {\displaystyle P_{gg}} – Ein Gluon strahlt ein Gluon ab. Für die Splitting-Funktionen ist unerheblich, ob es sich um Quarks oder Antiquarks handelt Darüber hinaus ist für die Gluon-Quark-Splittingfunktionen ebenfalls das Flavour der Quarks unerheblich, während für die Quark-Quark-Splittingfunktion nur Quarks identischen Flavours ineinander übergehen. Die Splitting-Funktionen haben daher die Form:
{\displaystyle {\begin{aligned}P_{q_{i}q_{j}}=P_{{\bar {q}}_{i}{\bar {q}}_{j}}\equiv \delta _{ij}P_{qq}&=\delta _{ij}C_{F}\left({\frac {1+x^{2}}{(1-x)_{+}}}+{\frac {3}{2}}\delta (1-x)\right)\\P_{gq_{i}}=P_{g{\bar {q}}_{i}}\equiv P_{gq}&=C_{F}\left({\frac {1+(1-x)^{2}}{x}}\right)\\P_{q_{i}g}=P_{{\bar {q}}_{i}g}\equiv P_{qg}&=T_{F}\left(x^{2}+(1-x)^{2}\right)\\P_{gg}&=2C_{A}\left({\frac {x}{(1-x)_{+}}}+(1-x)\left(x+{\frac {1}{x}}\right)\right)+{\frac {11C_{A}-4n_{f}T_{F}}{6}}\delta (1-x)\end{aligned}}}
Dabei sind {\displaystyle C_{F}=4/3} der quadratische Casimir-Operator der fundamentalen Darstellung der Lie-Gruppe der Theorie, im Standardmodell der {\displaystyle SU(3)}, {\displaystyle C_{A}=3} der Casimir-Operator der adjungierten Darstellung, {\displaystyle T_{F}=1/2} der Index der fundamentalen Darstellung und {\displaystyle n_{f}=3} die Anzahl an Quark-Flavours. Außerdem wurde die Plus-Distribution verwendet, die über die Gleichung
{\displaystyle \int _{0}^{1}{\frac {f(x)}{(1-x)_{+}}}\mathrm {d} x=\int _{0}^{1}{\frac {f(x)-f(1)}{1-x}}\mathrm {d} x}
definiert ist.

### Alternative Basis
Statt der physikalischen {\displaystyle (q_{i},{\bar {q}}_{i},g)}-Basis kann zur Vereinfachung der Gleichungen die {\displaystyle (q_{i}^{\text{NS}},q_{i}^{\text{S}},g)}-Basis verwendet werden. Dabei gilt
{\displaystyle {\begin{pmatrix}q_{i}^{\text{NS}}\\q_{i}^{\text{S}}\\g\end{pmatrix}}={\begin{pmatrix}1&-1&0\\1&1&0\\0&0&1\end{pmatrix}}{\begin{pmatrix}q_{i}\\{\bar {q}}_{i}\\g\end{pmatrix}}}
Der Superskript {\displaystyle {\text{NS}}} beziffert die Non-Singulett-Dichtefunktion, während der Superskript {\displaystyle {\text{S}}} die Singulett-Dichtefunktion bezeichnet. Der Begriff des Singuletts bezieht sich in diesem Fall nicht auf die Multiplizität, sondern auf die Baryonenzahl, die sich im Fall des NS-Zustandes zu {\displaystyle b=2/3} und im Fall des S-Zustandes zu {\displaystyle b=0} ergibt.
Durch die Basistransformation entkoppeln die DGLAP-Gleichungen insofern, als dass zur Lösung der NS-Verteilungsfunktionen die Gluon-Verteilungsfunktion nicht benötigt wird:
{\displaystyle Q^{2}{\frac {\partial }{\partial Q^{2}}}{\begin{pmatrix}q_{i}^{\text{NS}}(x,Q^{2})\\q_{i}^{\text{S}}(x,Q^{2})\\g(x,Q^{2})\end{pmatrix}}={\frac {\alpha _{s}(Q^{2})}{2\pi }}\sum _{j}\int _{x}^{1}{\frac {\mathrm {d} \xi }{\xi }}{\begin{pmatrix}\delta _{ij}P_{qq}(x/\xi )&0&0\\0&\delta _{ij}P_{qq}(x/\xi )&2P_{qg}(x/\xi )\\0&P_{gq}(x/\xi )&P_{gg}(x/\xi )\end{pmatrix}}{\begin{pmatrix}q_{j}^{\text{NS}}(\xi ,Q^{2})\\q_{j}^{\text{S}}(\xi ,Q^{2})\\g(\xi ,Q^{2})\end{pmatrix}}}

## DGLAP-Gleichungen im Mellin-Raum
Die DGLAP-Gleichungen können nach einer Mellin-Transformation vereinfacht dargestellt werden, da sich im Mellin-Raum das Integral in ein Produkt wandelt. Sie lauten dann:
{\displaystyle Q^{2}{\frac {\partial }{\partial Q^{2}}}{\begin{pmatrix}q_{i}(N,Q^{2})\\{\bar {q}}_{i}(N,Q^{2})\\g(N,Q^{2})\end{pmatrix}}={\frac {\alpha _{s}(Q^{2})}{2\pi }}\sum _{j}{\begin{pmatrix}\delta _{ij}\gamma _{qq}(N)&0&\gamma _{qg}(N)\\0&\delta _{ij}\gamma _{qq}(N)&\gamma _{qg}(N)\\\gamma _{gq}(N)&\gamma _{gq}(N)&\gamma _{gg}(N)\end{pmatrix}}{\begin{pmatrix}q_{j}(N,Q^{2})\\{\bar {q}}_{j}(N,Q^{2})\\g(N,Q^{2})\end{pmatrix}}}
Dabei ist die Mellin-Transformierte {\displaystyle f(N)} gegeben durch:
{\displaystyle f(N)=\int _{0}^{\infty }\mathrm {d} xx^{N-1}f(x)}
Die auftretenden Funktionen {\displaystyle \gamma } nennt man anomale Dimension und sind die Mellin-Transformierten der Splitting-Funktionen.

### Singulett/Non-Singulett-Basis im Mellin-Raum
Die DGLAP-Gleichungen in der Singulett/Non-Singulett-Basis lauten im Mellin-Raum entsprechend
{\displaystyle Q^{2}{\frac {\partial }{\partial Q^{2}}}{\begin{pmatrix}q_{i}^{\text{NS}}(N,Q^{2})\\q_{i}^{\text{S}}(N,Q^{2})\\g(N,Q^{2})\end{pmatrix}}={\frac {\alpha _{s}(Q^{2})}{2\pi }}\sum _{j}{\begin{pmatrix}\delta _{ij}\gamma _{qq}(N)&0&0\\0&\delta _{ij}\gamma _{qq}(N)&2\gamma _{qg}(N)\\0&\gamma _{gq}(N)&\gamma _{gg}(N)\end{pmatrix}}{\begin{pmatrix}q_{j}^{\text{NS}}(N,Q^{2})\\q_{j}^{\text{S}}(N,Q^{2})\\g(N,Q^{2})\end{pmatrix}}}

### Lösung
Durch diese Darstellung kann eine kompakte Lösung für die DGLAP-Gleichungen für die Non-Singulett-Verteilungsfunktionen angegeben werden, da die Energieskalenabhängigkeit der Kopplungskonstanten durch die Callan-Symanzik-Gleichung bestimmt ist. In führender Ordnung gilt
{\displaystyle \alpha _{s}(Q^{2})={\frac {\alpha _{s}(\mu ^{2})}{1+b_{0}\alpha _{s}(\mu ^{2})\ln {\frac {Q^{2}}{\mu ^{2}}}}}}
mit einer Referenzskala {\displaystyle \mu ^{2}} und einer theorieabhängigen Konstanten {\displaystyle b_{0}={\frac {33-2n_{f}}{12\pi }}}
Dann ist die Lösung für die Non-Singulett-Verteilungsfunktion
{\displaystyle q_{i}^{\text{NS}}(N,Q^{2})=q_{i}^{\text{NS}}(N,\mu ^{2})\left(1+\alpha _{s}b_{0}\ln {\frac {Q^{2}}{\mu ^{2}}}\right)^{\frac {\gamma _{qq}}{2\pi b_{0}}}}

## Weiterführendes
- M. E. Peskin, D. V. Schroeder: An Introduction to Quantum Field Theory. Westview Press, Boulder 1995, ISBN 0-201-50397-2, S. 590 ff.